# John Wall
Johnathan "John" Hildred Wall, Jr. (Raleigh, 6 de setembro de 1990) é um ex-basquetebolista estadunidense que atuava como armador.
Ele jogou basquete universitário na Universidade de Kentucky e foi selecionado pelo Washington Wizards como a 1ª escolha geral no Draft da NBA de 2010.

## Primeiros anos
Wall é filho de Frances Pulley e John Carroll Wall Sr.. Quando ele tinha oito anos de idade, seu pai foi libertado da prisão, mas morreu de câncer de fígado um mês depois, aos 52 anos de idade em 24 de agosto de 1999.
Durante a infância de Wall, a sua mãe trabalhou em vários empregos para sustentar ele e sua irmã, Cierra, junto com sua meia-irmã, Tonya. O meio-irmão mais velho de Wall, John Carroll Wall Jr., prometeu no funeral de seu pai cuidar da família, mas foi preso no ano seguinte e não foi libertado até 2018.
A morte de seu pai fez com que ele rejeitasse com frequência a autoridade dos adultos e o levou a se envolver em brigas ocasionais, principalmente no ensino médio.
Wall jogou basquete da AAU na Garner Road e depois na D-One Sports.

## Carreira no ensino médio
Wall jogou seus dois primeiros anos de basquete no ensino médio na Garner Magnet High School, em Garner, Carolina do Norte.
Após sua segunda temporada, no entanto, sua família se mudou para Raleigh, Carolina do Norte, onde repetiu seu segundo ano na Needham B. Broughton High School. Apesar de Wall ter atuações muito impressionantes, ele foi excluído da equipe da escola devido as suas atitudes. Por esse motivo, ele foi transferido para a Word of God Christian Academy, também em Raleigh. Foi lá que Wall começou a reforma de sua atitude. O técnico Levi Beckwith trabalhou com Wall, primeiro para parar de humilhar seus colegas de equipe e depois para melhorar suas expressões faciais e comportamento geral.
No verão de 2007, Wall foi convidado para o Reebok All-American Camp na Filadélfia; enquanto estava lá, ele se destacou ao marcar 28 pontos contra um time que tinha Brandon Jennings.
Em 2008, ele jogou no Elite 24 Hoops Classic, registrou 10 pontos e ganhou o co-MVP ao lado de Dominic Cheek, Maalik Wayns e Lance Stephenson.
Em seu quinto ano no ensino médio, Wall obteve uma média de 19,7 pontos, nove assistências e oito rebotes na Word of God Christian Academy e foi classificado como um dos melhores jogadores de basquete do ensino médio de sua classe. Wall conduziu a escola até a final do campeonato estadual da classe 1A da Carolina do Norte; eles foram derrotados pela United Faith Christian Academy por 56–53.
Ele foi selecionado para participar da Nike Hoop Summit de 2009 em Portland. Ele registrou 13 pontos, 11 assistências e cinco roubadas de bola. Ele também foi selecionado para jogar no Jordan Brand Classic de 2009 no Madison Square Garden, onde obteve seis assistências.

## NBA

### Ascensão e declínio nos Wizards
Nos primeiros três anos atuando pelo Washington Wizards, Wall evoluía muito bem, mas já sofria com algumas leves contusões. O auge físico e técnico dele durou pouco, de 2013 até 2017, mas foi o bastante para o Wizards dar um contrato super max para o armador. No entanto, em 2018, Wall teve a séria lesão no tendão de aquiles esquerdo, e consequentemente perdeu as temporadas 2018–19 e 2019–20.

### Houston Rockets
No dia 2 de dezembro de 2020, John Wall foi para o Houston Rockets numa troca por Russell Westbrook.
| Recrutamento | Recrutamento                           | Recrutamento                | Recrutamento | Recrutamento | Recrutamento       |
| Nome | Cidade natal                           | Escola                      | Altura       | Peso         | Data               |
| --- | -------------------------------------- | --------------------------- | ------------ | ------------ | ------------------ |
| John Wall PG | Raleigh, Carolina do Norte             | Garner Magnet / Word of God | 1,93 m       | 83 kg        | 19 de maio de 2009 |
| John Wall PG | Recrutamento: Rivais: 247Sports: ESPN: |                             |              |              |                    |
| - Nota: Em muitos casos, Scout, Rivals, 247Sports e ESPN podem entrar em conflito em suas listas de altura e peso, nestes casos, a média foi obtida. - Fonte: |                                        |                             |              |              |                    |

## Carreira na faculdade

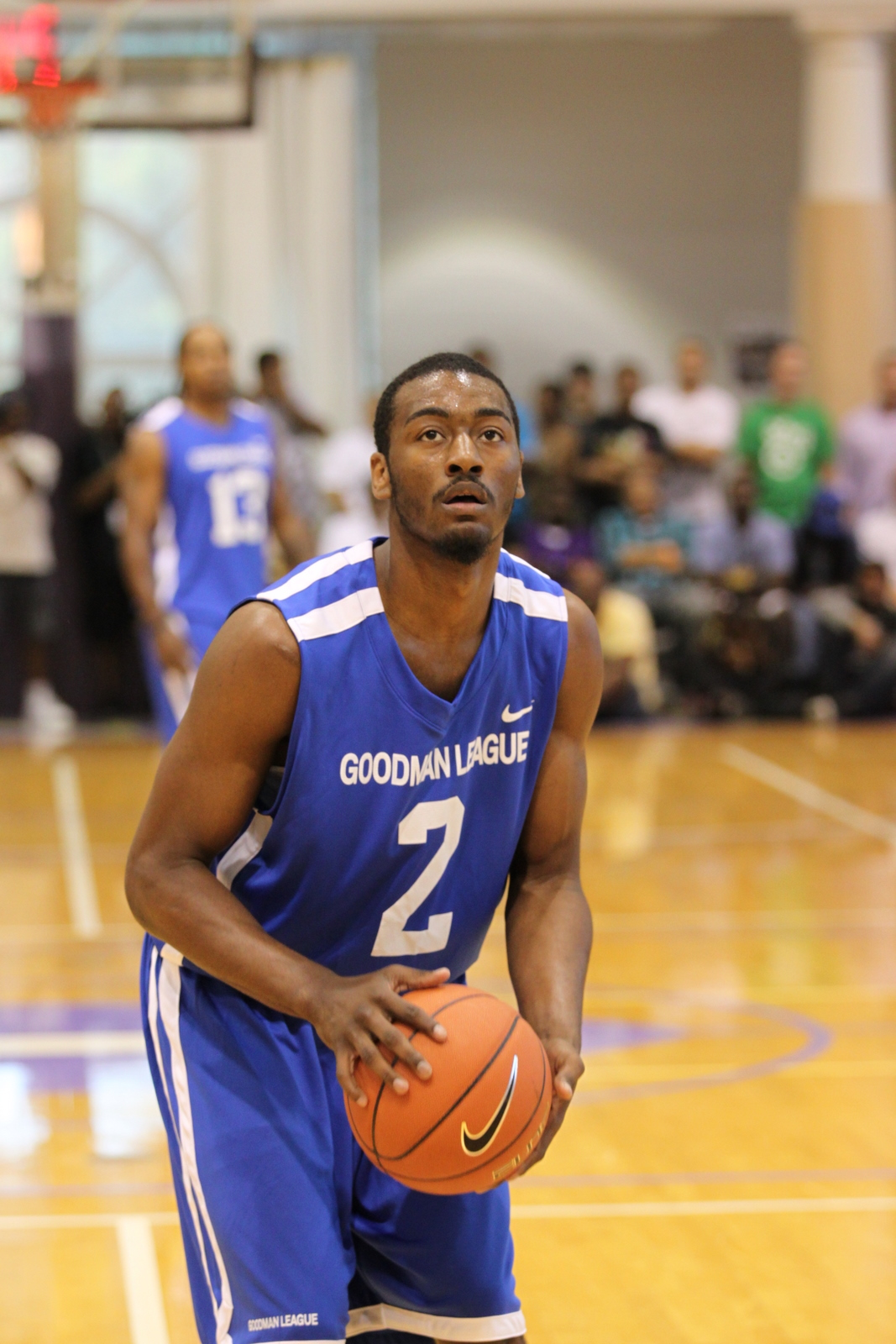
John Wall num lance livre na Liga Drew-Goodman

Wall anunciou seu compromisso com a Universidade de Kentucky em 19 de maio de 2009. Ele foi suspenso pela NCAA por ganhar benefícios de viagem de seu treinador da AAU, Brian Clifton, um agente certificado na época.
Em sua primeira ação como um Wildcat, em um jogo de exibição contra a Clarion University da Pensilvânia, Wall liderou sua equipe com 27 pontos e 9 assistências em 28 minutos de tempo de jogo.
Em 29 de dezembro de 2009, contra Hartford, Wall estabeleceu o recorde de assistência em um jogo em Kentucky com 16. Wall marcou 9 pontos, não conseguindo quebrar dois dígitos pela primeira vez em sua carreira na faculdade.
Em sua única temporada na universidade, ele teve médias de 34.8 minutos, 16.6 pontos, 4.3 rebotes, 6.5 assistências e 1.8 roubos de bola.
Em 22 de setembro de 2017, Wall foi introduzido no Hall da Fama da Universidade de Kentucky.

## Carreira profissional
Como Wall cursava o quinto ano do ensino médio em 2009 e completaria 19 anos até o final do ano, algumas fontes argumentaram que ele seria elegível para o Draft da NBA de 2009. As regras da liga estipulam que os jogadores americanos devem completar 19 anos durante o ano do draft e ser afastados um ano de suas aulas regulares. O porta-voz da NBA, Tim Frank, disse ao escritor esportivo Chad Ford que a liga não tinha certeza se Wall cumpria o segundo critério e que os oficiais da liga precisariam: "fazer [sua] diligência para determinar sua elegibilidade". No entanto, Wall anunciou em abril de 2009 que não entraria no Draft da NBA de 2009, onde era esperado que ele fosse o primeiro jogador escolhido, e que iria para a Universidade de Kentucky.

### Washington Wizards (2010–2020)

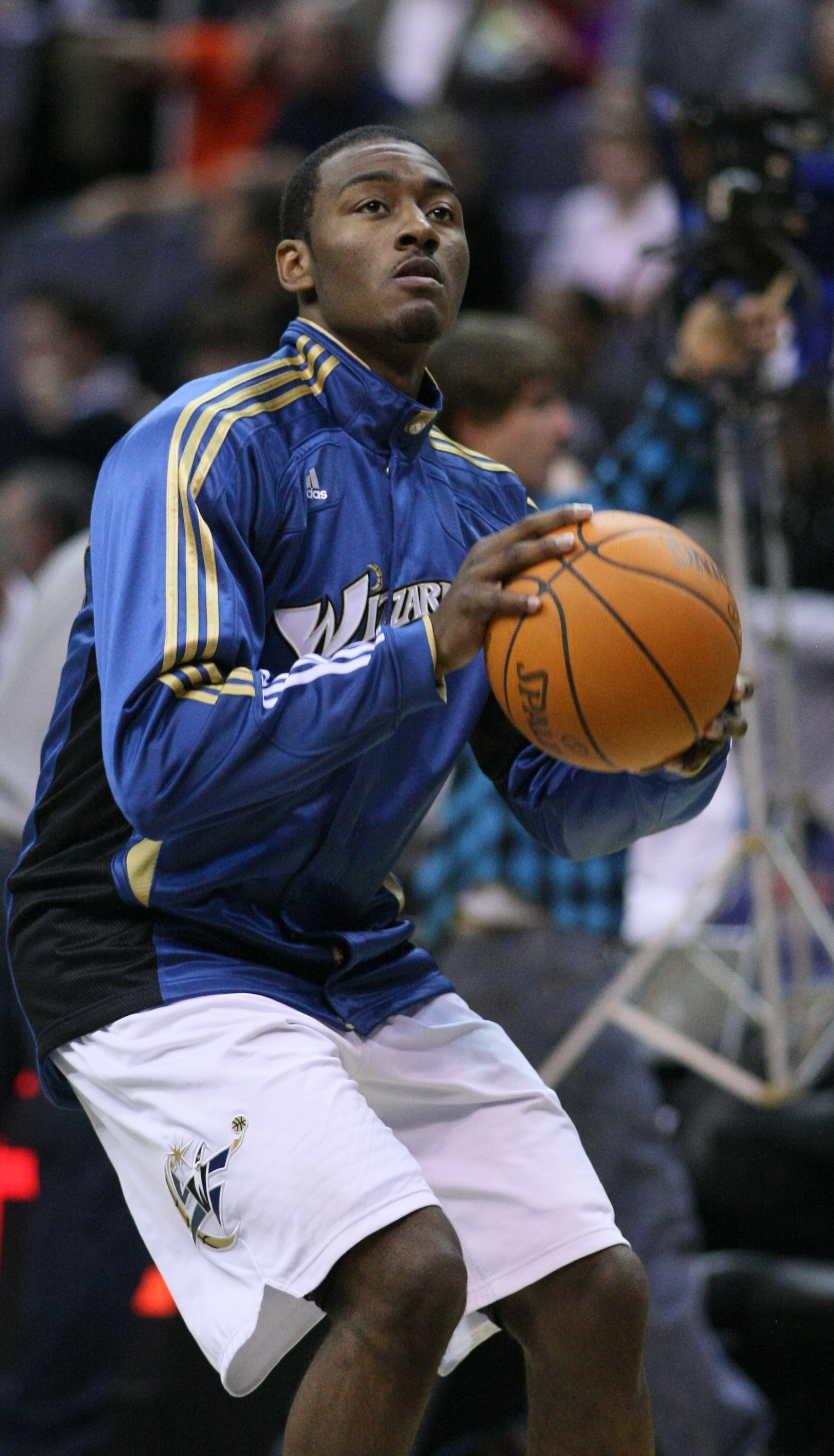
Wall se aquecendo antes de um jogo

Em 7 de abril de 2010, Wall anunciou que renunciaria às suas três últimas temporadas de elegibilidade colegiada e entraria no Draft da NBA de 2010, onde era esperado que ele fosse a primeira seleção geral pelo Washington Wizards. Em 3 de maio, Wall assinou com o agente Dan Fegan.
Em 23 de junho, a Reebok revelou Wall como sua última contratação, lançando-o como o rosto de seu mais novo tênis de basquete, o ZigTech Slash.
Em 24 de junho, Wall foi selecionado pelos Wizards como a 1° escolha geral no Draft da NBA de 2010.

#### Temporada de 2010–11
Wall foi eleito o MVP da Summer League de Las Vegas de 2010 quando teve médias de 23,5 pontos, 7,8 assistências, 4,0 rebotes e 2,5 roubadas de bola em 32,3 minutos por jogo.
Wall estreou na NBA em uma derrota por 112-83 para o Orlando Magic. Ele registrou 14 pontos, 9 assistências e 3 roubadas de bola.
Em seu terceiro jogo, seu primeiro jogo em casa, ele empatou um recorde da franquia com nove roubadas de bola e se tornou o segundo jogador na história da NBA a ter nove assistências ou mais em cada um dos seus três primeiros jogos.
Em 10 de novembro, Wall registrou seu primeiro triplo-duplo com 19 pontos, 10 rebotes e 13 assistências, além de 6 roubadas de bola e apenas 1 turnover. Wall foi o terceiro jogador mais jovem a registrar um triplo-duplo na história da NBA.
Em seu ano de estreia, Wall teve médias de 37.8 minutos, 16.4 pontos, 4.6 rebotes, 8.3 assistências e 1.8 roubos de bola e terminou em segundo lugar no Prêmio de Novato do Ano e foi nomeado para a Primeira Equipe de Novatos da NBA.

#### Temporada de 2011–12
Wall foi titular em todos os 66 jogos dos Wizards durante a temporada abreviada de 2011–12. Ele terminou a temporada com médias de 36.2 minutos, 16,3 pontos, 8,0 assistências, 4,5 rebotes e 1.4 roubos de bola.

#### Temporada de 2012–13
Wall perdeu o início da temporada de 2012–13 por causa de uma lesão no joelho. Em 12 de janeiro, ele voltou a jogar contra o Atlanta Hawks, marcando 14 pontos na vitória dos Wizards.
Em 18 de março, Wall foi eleito o Jogador da Semana da Conferência Leste por jogos disputados entre 11 e 17 de março. Em 25 de março, em uma vitória sobre o Memphis Grizzlies, ele registrou 47 pontos, sete rebotes e oito assistências.
Wall terminou a temporada com médias de 32.7 minutos, 18,5 pontos, 7,6 assistências, 4.0 rebotes e 1.3 roubos de bola.

#### Temporada de 2013–14

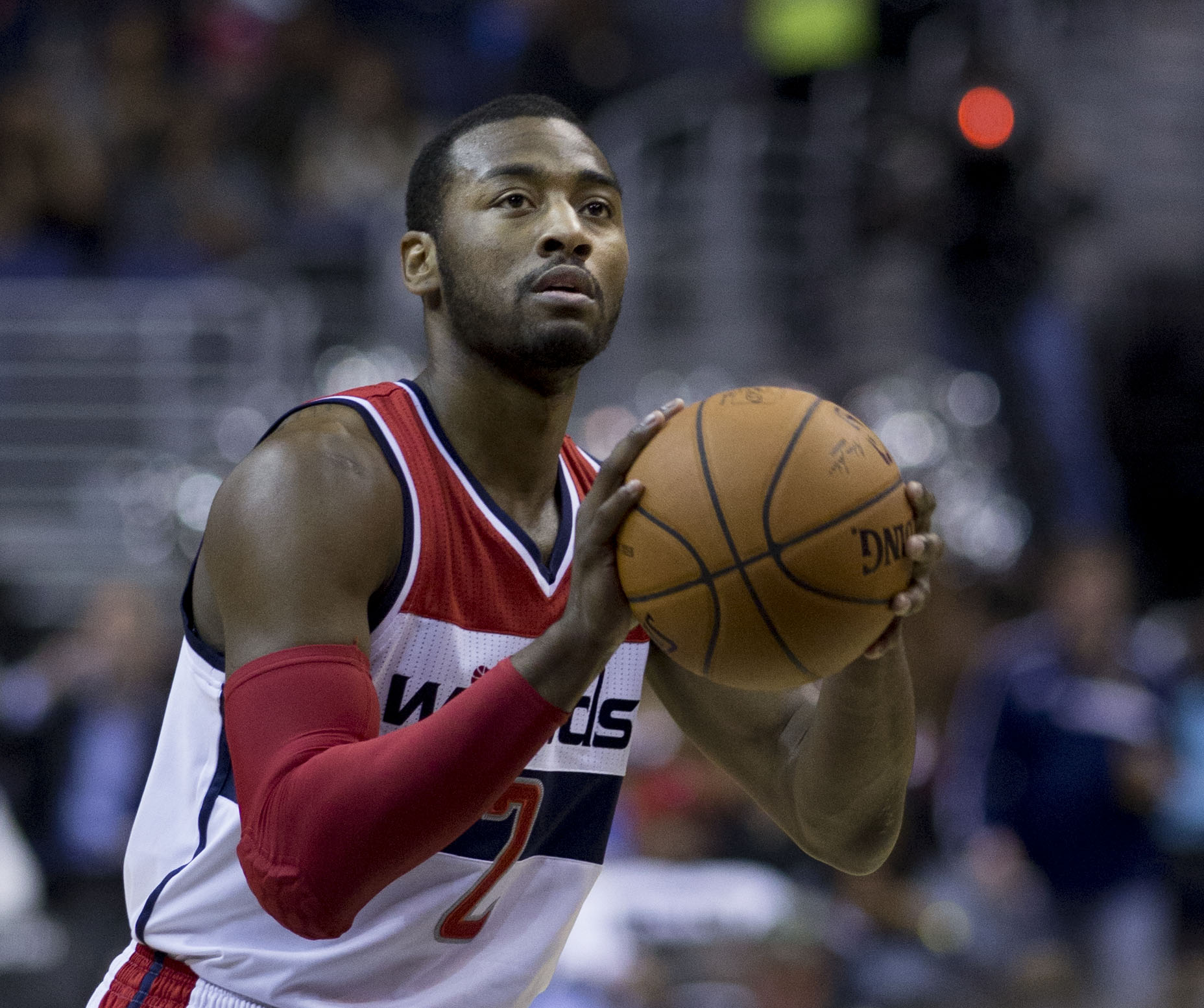
Wall tentando um lance livre

Em 31 de julho de 2013, Wall assinou uma extensão de contrato de cinco anos no valor de aproximadamente US $ 80 milhões.
Em 22 de janeiro de 2014, Wall registrou seu segundo triplo-duplo da carreira com 28 pontos, 11 rebotes e 10 assistências em uma derrota por 111-113 para o Boston Celtics.
Em 30 de janeiro de 2014, Wall foi selecionado como reserva do Leste para o All-Star Game de 2014.
Em 27 de fevereiro de 2014, Wall fez 31 pontos e nove assistências, quando os Wizards venceram na prorrogação contra o Toronto Raptors por 134-129. Esse foi o primeiro jogo da franquia que houve prorrogação desde 1975. Em 1º de março de 2014, Wall registrou 16 assistências, 17 pontos, três rebotes e duas roubadas de bola numa vitória por 122-103 sobre o Philadelphia 76ers.
Wall teve médias de 36.3 minutos, 19,3 pontos, 8,8 assistências, 4.1 rebotes e 1.8 roubos de bola na temporada, com os Wizards terminando como a quinta melhor campanha no Leste e se classificando para os playoffs pela primeira vez em seis anos. Eles derrotaram o Chicago Bulls por 4-1 na primeira rodada. Depois de derrotar os Bulls, Wall e os Wizards perderam na segunda rodada para o Indiana Pacers em 6 jogos.

#### Temporada de 2014–15
Em 8 de dezembro de 2014, Wall registrou 26 pontos, 17 assistências, sete rebotes e três roubadas de bola em uma vitória de 133-132 sobre o Boston Celtics. Após o jogo, Wall dedicou a vitória a seu amigo íntimo, Damiyah Telemaque-Nelson, de seis anos, que morreu de câncer no início do dia. Quando perguntado por um repórter: "Ela significou muito para você?", Ele desmoronou e começou a chorar. Mais tarde, ele deu à família dela todo o equipamento que ele usava naquela noite, incluindo os sapatos que tinham o nome de Damiyah.
Em 22 de janeiro de 2015, ele foi nomeado como titular da Conferência Leste do All-Star Game de 2015, depois de receber 886.368 votos.
Em 21 de abril, ele registrou um recorde da franquia nos playoffs com 17 assistências, quando os Wizards derrotaram o Toronto Raptors por 117-106. Os Wizards venceram a série por 4-0, mas perdeu na segunda rodada para o Atlanta Hawks em seis jogos.
Wall terminou a temporada com médias de 35.9 minutos, 17.6 pontos, 10.0 assistências, 4.6 rebotes e 1.7 roubos de bola.

#### Temporada de 2015–16

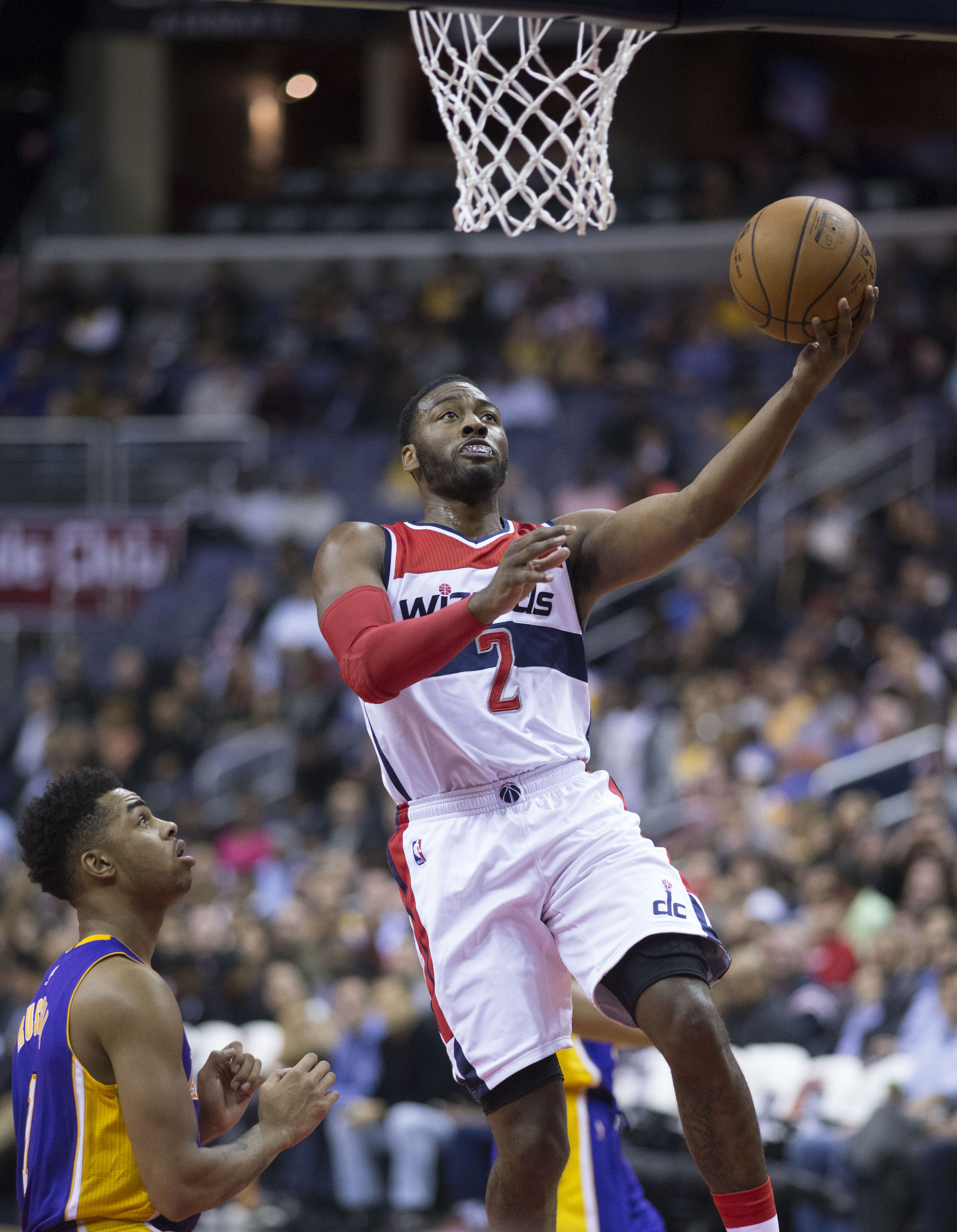
Wall fazendo uma bandeja

Depois de iniciar a temporada de 2015–16 com seis vitórias nos 10 primeiros jogos, os Wizards perderam quatro jogos entre 24 e 28 de novembro. Wall teve média de 15,0 pontos, 5,5 assistências e 2,3 roubadas de bola por jogo durante esse período.
Em 1º de dezembro, Wall registrou 35 pontos, 10 assistências e 5 roubadas de bola em uma vitória de 97-85 sobre o Cleveland Cavaliers. Após o jogo, Wall declarou: "Todo time está tentando me fazer arremessar esse ano, então eu estava apenas sendo agressivo e chegando a cesta. Entrei em um ritmo e isso nos ajudou a seguir em frente". A porcentagem de arremessos de Wall nos primeiros 14 jogos da temporada foi a pior da carreira (0,390), assim como sua média de 16,1 pontos.
Em 16 de janeiro, ele registrou 36 pontos, 13 assistências e 7 roubadas de bola em uma derrota por 119-117 contra o Boston Celtics. Ele registrou 41 pontos em uma derrota de 134-121 para o Golden State Warriors. Dois dias depois, ele teve seu quarto triplo-duplo da carreira com 18 pontos, 13 rebotes e 10 assistências na vitória por 106-94 sobre o Philadelphia 76ers. Em 23 de fevereiro, ele teve seu segundo triplo-duplo da temporada e o quinto de sua carreira com 16 pontos, 12 rebotes e 11 assistências na vitória por 109-89 sobre o New Orleans Pelicans. Em 16 de março, ele teve seu terceiro triplo-duplo da temporada com 29 pontos, 12 assistências e 10 rebotes em uma vitória de 117-96 sobre o Chicago Bulls. No dia seguinte, ele teve seu segundo triplo-duplo consecutivo com 16 pontos, 14 assistências e 13 rebotes em uma vitória de 99-94 sobre o Philadelphia 76ers.
Wall terminou a temporada com médias de 36.2 minutos, 19.9 pontos, 10.2 assistências, 4.9 rebotes e 1.9 roubos de bola.

#### Temporada de 2016–17

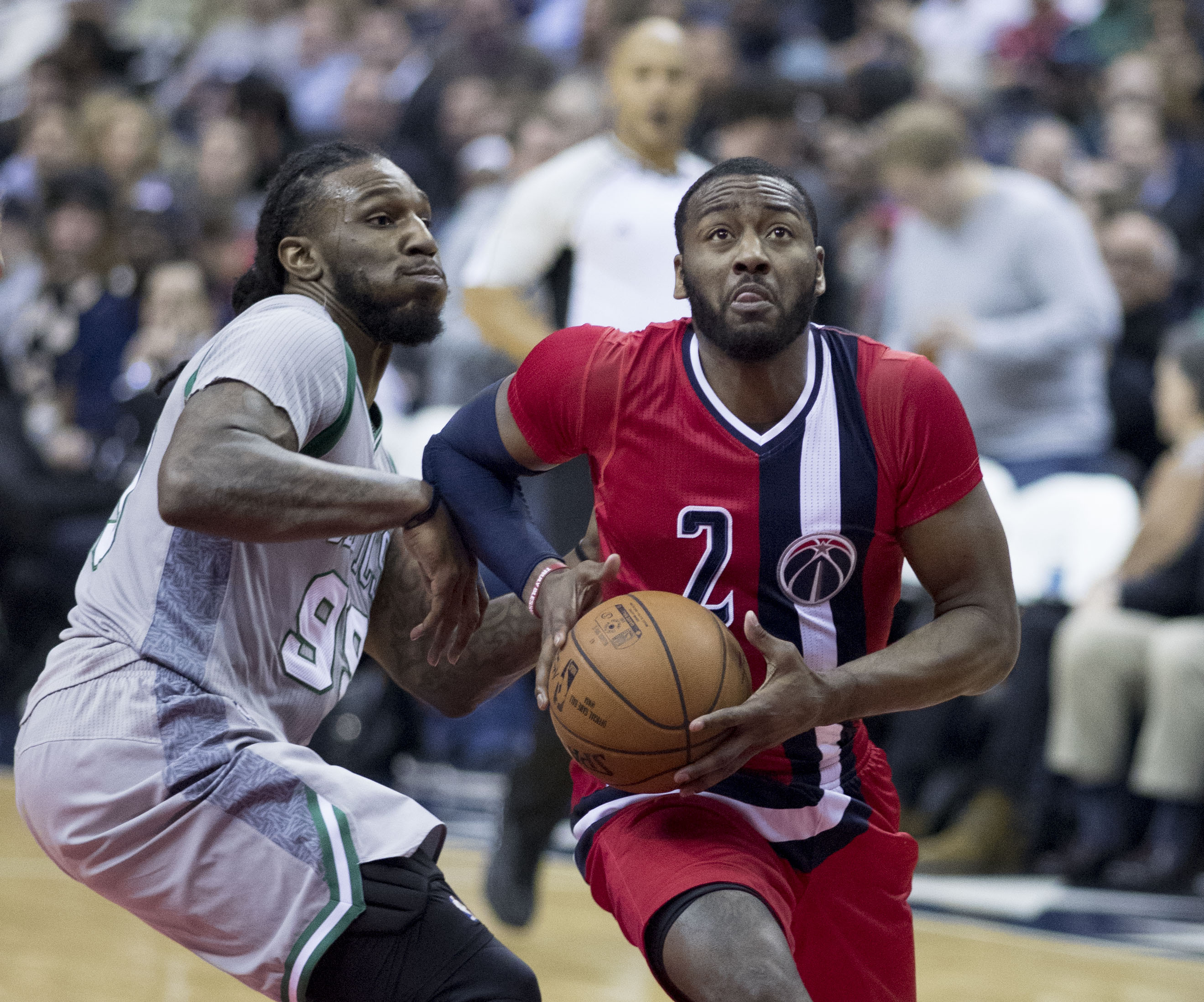
Wall partindo pra cesta contra o Boston Celtics em 2017

Após cirurgia nos dois joelhos, Wall teve minutos limitados no início da temporada de 2016–17. Com oito assistências contra o Houston Rockets em 7 de novembro, Wall quebrou o recorde de mais assistências na história da franquia que pertencia a Wes Unseld (3.822).
No final de novembro, sua restrição de minutos foi cancelada. Em 6 de dezembro, ele marcou 52 pontos em uma derrota de 124-116 para o Orlando Magic. Com sete roubos de bola contra o Charlotte Hornets em 14 de dezembro, Wall se tornou o líder de roubadas de bola da franquia superando Greg Ballard (762).
Em 2 de janeiro de 2017, ele foi nomeado Jogador da Semana da Conferência Leste pelos jogos disputados de segunda-feira, 26 de dezembro a domingo, 1 de janeiro. Ele levou os Wizards a uma semana de 3-0, com médias de 24,3 pontos, 13.0 assistências, 5,3 rebotes e 2,67 roubadas de bola. Um dia depois, ele foi nomeado Jogador do Mês da Conferência Leste em dezembro.
No fim de janeiro, ele foi nomeado reserva da Conferência Leste no All-Star Game da NBA de 2017.
Em 13 de março de 2017, ele foi nomeado Jogador da Semana da Conferência Leste pelos jogos disputados de 6 de março a domingo, 12 de março. Wall levou os Wizards a uma semana de 4-0 com médias de 29,8 pontos, 11,3 assistências, 3,3 rebotes e 1,5 roubadas de bola.
No jogo 6 da série contra o Atlanta Hawks, em 28 de abril, Wall marcou 42 pontos para ajudar os Wizards a venceram a série com uma vitória de 115-9. Em 12 de maio, ele ajudou os Wizards a evitar a eliminação e forçar um jogo 7 em sua série de segunda rodada contra o Boston Celtics. Ele terminou o jogo com 26 pontos. Os Wizards perderam o jogo 7, apesar dos 18 pontos e 11 assistências de Wall e foram eliminados dos playoffs com uma derrota por 4-3.
Wall terminou a temporada com médias de 36.4 minutos, 23.1 pontos, 10.7 assistências, 4.2 rebotes e 2.0 roubos de bola.

#### Temporada de 2017–18
Em 26 de julho de 2017, Wall assinou uma extensão de contrato de quatro anos e US $ 170 milhões com os Wizards. Ele perdeu nove jogos no final de novembro e início de dezembro com uma lesão no joelho; os Wizards tiveram um recorde de 4-5 naquele tempo.
Em 12 de janeiro, ele marcou 30 pontos em uma vitória de 125-119 sobre o Orlando Magic, tornando-se o jogador mais jovem (27 anos, 128 dias) a atingir 10.000 pontos na história da franquia.
Em 30 de janeiro de 2018, ele ficou de fora das próximas oito semanas devido a seu problemático joelho esquerdo que necessitou de cirurgia. Ele perdeu dois meses com a lesão, retornando à ação em 31 de março contra o Charlotte Hornets e registrando 15 pontos e 14 assistências na vitória por 107-93. Em 10 de abril, ele registrou 29 pontos e 12 assistências na vitória por 113-101 sobre o Boston Celtics, ultrapassando assim 5.000 assistências na carreira.
No jogo 3 da série de primeira rodada dos playoffs contra o Toronto Raptors, Wall registrou 28 pontos e 14 assistências em uma vitória de 122-103. No jogo 4, Wall registrou 27 pontos e 14 assistências em uma vitória por 106-98. Os Wizards perderam a série em seis jogos, apesar dos 23 pontos e oito assistências de Wall na derrota por 102-92 no Jogo 6.
Wall terminou a temporada com médias de 34.4 minutos, 19.4 pontos, 9.6 assistências, 3.7 rebotes e 1.4 roubos de bola.

#### Temporada de 2018–19
Em 26 de novembro de 2018, em uma vitória de 135–131 sobre o Houston Rockets, Wall passou Wes Unseld como o 3° maior pontuador da história da franquia.
Em 16 de dezembro, ele registrou 40 pontos e 14 assistências na vitória de 128-110 sobre o Los Angeles Lakers.
Em 29 de dezembro, ele foi descartado pelo resto da temporada com uma lesão no calcanhar esquerdo. Depois de se submeter inicialmente a uma cirurgia em janeiro de 2019, Wall desenvolveu uma infecção na incisão da cirurgia, depois que sofreu um rompimento do tendão de Aquiles esquerdo quando escorregou e caiu em sua casa. Posteriormente, ele foi descartado por 12 meses.
Nessa temporada, Wall jogou em apenas 32 jogos e teve médias de 34.5 minutos, 20.7 pontos, 8.7 assistências, 3.6 rebotes e 1.5 roubos de bola.

## Perfil do jogador

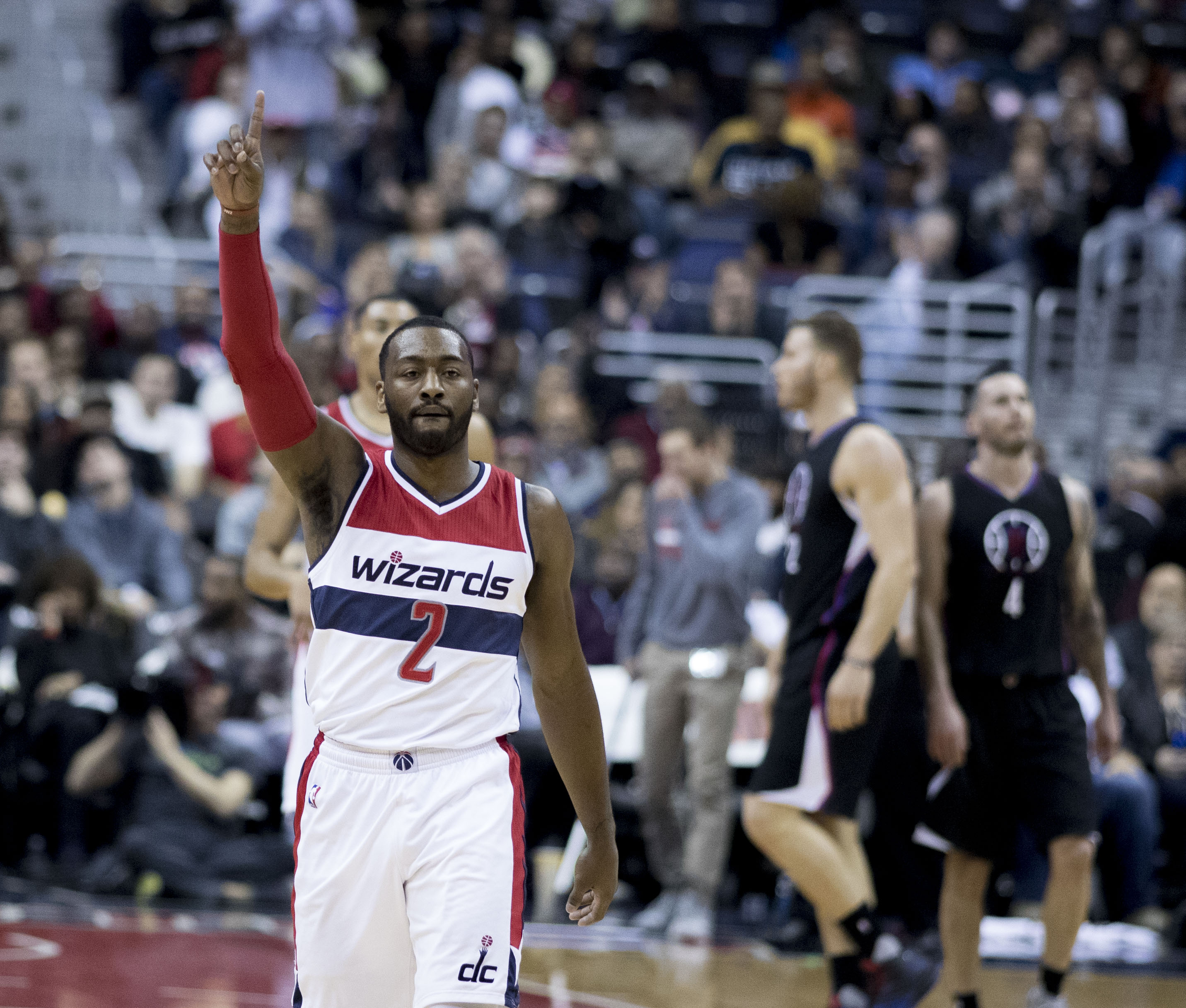
Wall comemorando uma vitória em 2016

Apesar de ter uma altura abaixo da média para um armador, 1,93 m com sapatos e 1,90 m com os pés descalços, Wall possui uma envergadura de 2,06 m, ligeiramente maior que a média para um armador.
Baseando-se em sua velocidade, Wall se concentra em se dirigir até a cesta e provocar um rápido jogo de transição. Wall também é um passante habilidoso, tendo médias de mais de 10 assistências por jogo nas temporadas de 2014 a 2017.
Apesar das porcentagens de arremesso de Wall pairarem um pouco abaixo da média da liga, exceto no arremesso de lances livres, ele viu seu arremesso melhorar em grande parte ao longo da carreira na NBA.

## Vida pessoal

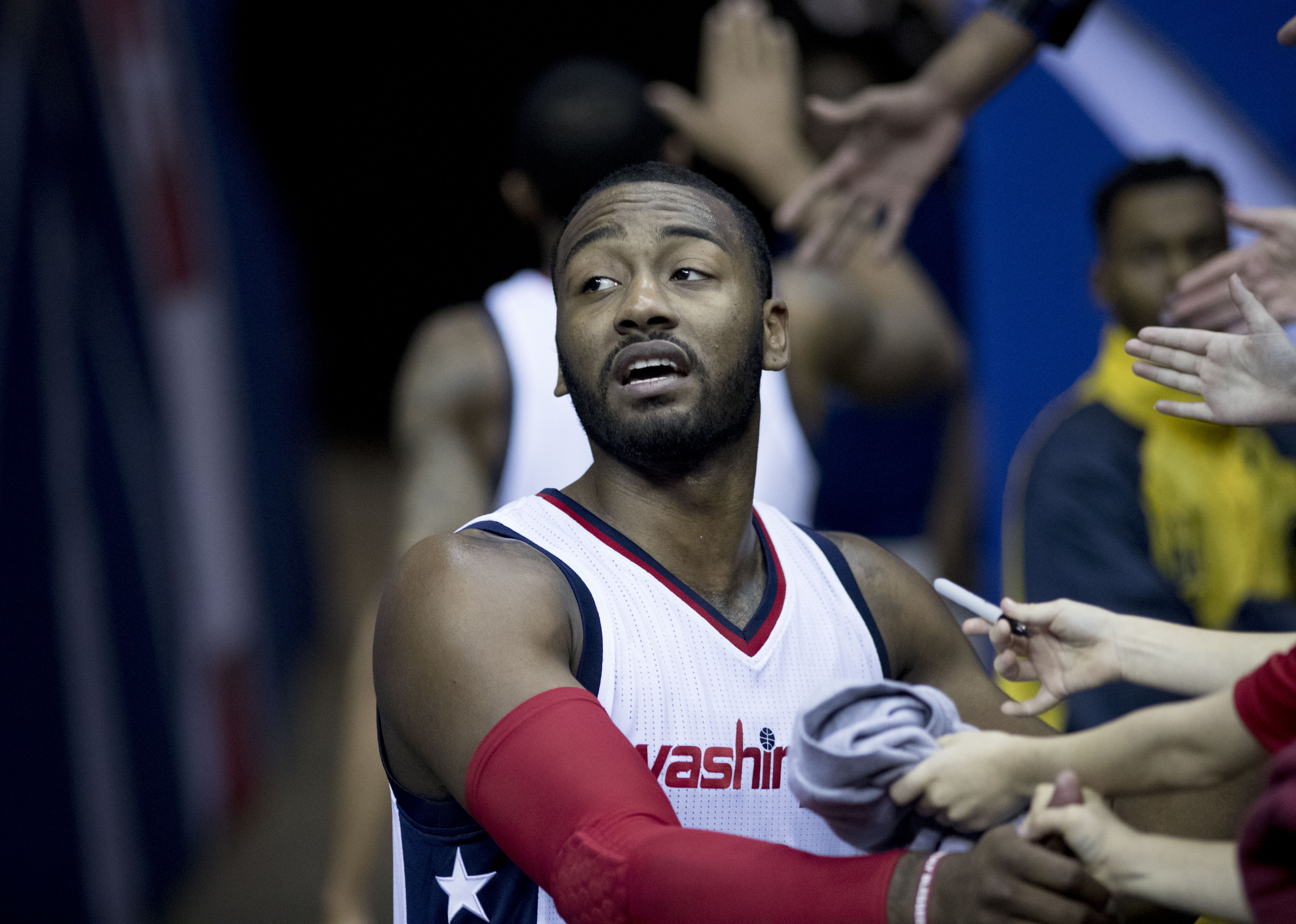
Wall dando autógrafos em 2016

Em 2013, depois de assinar um contrato de cinco anos com os Wizards, Wall comprou uma casa em Potomac por US $ 4,9 milhões. A propriedade de dois acres com oito quartos, seis garagens e 17.980 pés quadrados, foi selecionada para acomodar a mãe, os irmãos e os convidados de Wall.
Em 2016, Wall recebeu o prêmio Stewart B. McKinney por seu trabalho para acabar com os sem-teto depois de doar US $ 400.000 à Bright Beginnings.
Wall assinou um contrato de patrocínio de cinco anos no valor de US $ 25 milhões com a Reebok em 2010 e depois mudou-se para a empresa-mãe da Reebok, a Adidas, em 2013. Ele assinou outro contrato de cinco anos com a Adidas em 2018. Em maio de 2017, Wall assinou como embaixador da marca de bonés New Era.
O filho de Wall, Ace Wall, nasceu em 6 de dezembro de 2018.

## Estatísticas
|  | Líder da Liga |

### NBA

#### Temporada regular
| Ano      | Equipe      | PJ  | PT  | MPJ  | AP   | 3P   | LL    | RT  | AS   | BR  | TO  | PPJ  |
| -------- | ----------- | --- | --- | ---- | ---- | ---- | ----- | --- | ---- | --- | --- | ---- |
| 2010-11  | Washington  | 69  | 64  | 37.8 | .409 | .296 | .766  | 4.6 | 8.3  | 1.8 | .5  | 16.4 |
| 2011-12  | Washington  | 66  | 66  | 36.2 | .423 | .071 | .789  | 4.5 | 8.0  | 1.4 | .9  | 16.3 |
| 2012-13  | Washington  | 49  | 49  | 32.7 | .441 | .267 | .804  | 4.0 | 7.6  | 1.3 | .8  | 18.5 |
| 2013-14  | Washington  | 82  | 82  | 36.3 | .433 | .351 | .805  | 4.1 | 8.8  | 1.8 | .5  | 19.3 |
| 2014-15  | Washington  | 79  | 79  | 35.9 | .445 | .300 | .785  | 4.6 | 10.0 | 1.7 | .6  | 17.6 |
| 2015-16  | Washington  | 77  | 77  | 36.2 | .424 | .351 | .791  | 4.9 | 10.2 | 1.9 | .8  | 19.9 |
| 2016-17  | Washington  | 78  | 78  | 36.4 | .451 | .327 | .801  | 4.2 | 10.7 | 2.0 | .6  | 23.1 |
| 2017-18  | Washington  | 41  | 41  | 34.4 | .420 | .371 | .726  | 3.7 | 9.6  | 1.4 | 1.1 | 19.4 |
| 2018-19  | Washington  | 32  | 32  | 34.5 | .444 | .302 | .697  | 3.6 | 8.7  | 1.5 | .9  | 20.7 |
| 2020-21  | Houston     | 40  | 40  | 32.2 | .404 | .317 | .749  | 3.2 | 6.9  | 1.1 | .8  | 20.6 |
| 2022-23  | LA Clippers | 34  | 3   | 22.2 | .408 | .303 | .681  | 2.7 | 5.2  | .8  | .4  | 11.4 |
| Carreira | Carreira    | 647 | 604 | 34.9 | .430 | .322 | .776  | 4.2 | 8.9  | 1.6 | .7  | 18.7 |
| All-Star | All-Star    | 4   | 1   | 21.2 | .612 | .333 | 1.000 | 4.2 | 4.5  | 2.2 | .0  | 16.2 |

#### Playoffs
| Ano      | Equipe     | PJ | PT | MPJ  | AP   | 3P   | LL   | RT  | AS   | BR  | TO  | PPJ  |
| -------- | ---------- | -- | -- | ---- | ---- | ---- | ---- | --- | ---- | --- | --- | ---- |
| 2014     | Washington | 11 | 11 | 38.2 | .366 | .219 | .765 | 4.0 | 7.1  | 1.6 | .7  | 16.3 |
| 2015     | Washington | 7  | 7  | 39.0 | .391 | .176 | .846 | 4.7 | 11.9 | 1.4 | 1.4 | 17.4 |
| 2017     | Washington | 13 | 13 | 39.0 | .452 | .344 | .839 | 3.7 | 10.3 | 1.7 | 1.2 | 27.2 |
| 2018     | Washington | 6  | 6  | 39.0 | .441 | .190 | .851 | 5.7 | 11.5 | 2.3 | 1.3 | 26.0 |
| Carreira | Carreira   | 37 | 37 | 38.8 | .419 | .267 | .822 | 4.3 | 9.8  | 1.7 | 1.1 | 21.9 |

### Universitário
| Ano     | Time     | PJ | MPJ  | AP   | 3P   | LL   | RT  | AS  | BR  | TO | PPJ  |
| ------- | -------- | -- | ---- | ---- | ---- | ---- | --- | --- | --- | -- | ---- |
| 2009–10 | Kentucky | 37 | 34.8 | .461 | .325 | .754 | 4.3 | 6.5 | 1.8 | .5 | 16.6 |

Fonte:

## Prêmios e homenagens

### NBA
- 5x NBA All-Star: 2014, 2015, 2016, 2017 e 2018
- All-NBA Team:
  - Terceiro time: 2017
- NBA All-Defensive Team:
  - Segundo time: 2015
- NBA All-Rookie Team:
  - Primeiro time: 2011
- Slam Dunk Contest Champion: 2014

### Universitário
- Jogador do Ano da SEC
- Primeira-Equipe da SEC
- Primeira-Equipe de Novatos da SEC
- MVP do Torneio da SEC
- Primeira-Equipe da NCAA da Associated Press
- Co-Novato do Ano da NCAA da Associated Press
- Primeira-Equipe da NCAA pela Sporting News